# Карань (река)
Карань (укр. Карань) — правый приток реки Трубеж, протекающий по Бориспольскому району (Киевская область).

## География
Длина — 42 км. Площадь бассейна — 525 км². Скорость течения — 0,1. Является магистральным каналом и служит водоприёмником системы каналов (осушительной системы). Русло реки (её сток) урегулировано гидротехническими сооружениями (в том числе прудами). Река используется для хозяйственных и сельскохозяйственных нужд.
Русло на протяжении всей длины выпрямлено в канал (канализировано), шириной 14 м и глубиной 2 м, в верхнем течении соответственно 12 м и 1,5 м.
Река берёт начало западнее села Старое. Река течёт на юго-восток, восток. Впадает в реку Трубеж (на 5,7-м км от её устья) на южной окраине города Переяслав.
Долина трапециевидная, шириной до 4 км, глубиной до 20 м. Пойма широкая, шириной до 1,5 км, в верховье заболоченная с луговой растительностью, также занята лесными насаждениями. Питание смешанное. Ледостав длится с конца ноября до середины марты. Вода гидрокарбонатно-кальциево-магниевого состава (минерализация 0,5-0,6 г/дм³). Старорусловое болото Карань (площадь 3545 га) образовалось заболачиванием сначала остатков русла, затем ложа древнего русла реки Карань.
Притоки: нет крупных

## Населённые пункты
Населённые пункты на реке (от истока к устью):
1. Сошников
2. Ковалин
3. Девички
4. Столпяги
5. Переяслав